# Prefectura de Salamat
Salamat fue una de las 14 prefecturas de Chad. Ubicada en el sureste del país, Salamat cubría un área de 63 000 kilómetros cuadrados y tenía una población de 184 403 en 1993. Su capital era Am Timan.
La población de Salamat era una mezcla de musulmanes y no musulmanes.
A fines de la década de 1960, los rebeldes chadianos destruyeron una reserva de vida silvestre de gran prestigio, aunque sobrevivieron muchos especímenes de vida silvestre nativos, incluidos elefantes y jirafas. El área incluía algunas de las únicas fuentes de agua que permanecieron disponibles durante la estación seca de diez meses.
Se encontraba dividida en las subprefecturas de Aboudeïa, Am Timan y Harazé.